# Juan Carlos Fernández (músico)
Juancarlos Fernández Valdivia (Lima, 27 de marzo de 1972), más conocido como Juan Carlos Fernández, es un tecladista, productor musical y compositor peruano, que alcanzó reconocimiento por haber pertenecido a la banda Rio, y haber compuesto y elaborado diferentes temas musicales para series y telenovelas de la cadena peruana América Televisión.

## Biografía
Nació el 27 de marzo de 1972 en Lima, bajo el nombre completo de Juancarlos Fernández Valdivia. Comenzó su carrera artística en la década de los años 1990, formando parte de la banda musical Los de la Calle.
Pero fue en el año 2002 cuando firmaría con la televisora local América Televisión para la elaboración de los temas musicales dentro de sus programas. Al año siguiente, se suma a la agrupación musical de pop-rock Río como tecladista, además de haber compuesto los temas del grupo «Lo olvido» y «Mi princesa». Más tarde, forma su propio conjunto Los Fernández, en el cual se desempeñaría como director de la banda en la actualidad. Seguidamente, colaboró con algunos temas en los teclados con la banda musical La Roja Funk a mediados de 2000.
En el año 2008, compuso la canción «La vecinita», en la que formaría parte de la banda sonora de la teleserie Asi es la vida y al año siguiente, colaboraría con los proyectos musicales de la otra producción del mismo canal Al fondo hay sitio, sacando los nuevos materiales «Amor» (interpretado por Erick Elera), «Vete nomás» (de su expareja Maricarmen Marín) y «La Terecumbia» (de Tommy Portugal); que tras el éxito de ambas, recibió los galardones del Diamante Musical por parte de APDAYC y Zafiros Musicales por sus otras composiciones «Al fondo hay sitio», «Una noche» y «Un volcán del ritmo».
Volvió a trabajar con Marín para la composición de «Yo no me llamo Natacha», tema central de la telenovela homónima en 2011, obteniendo una aceptación en las emisoras locales como La Mega.
Adicionalmente, compuso para el cantante de música andina William Luna la canción «Mi linda wawita» en 2012. Se unió con la banda Afrodisiaco para la elaboración de los temas «Mi corazón» en 2009 y «La más bella» en 2022, interpretadas en ambas por el vocalista Koky Bonilla. Volvió a trabajar con Elera para la producción de su álbum Lola en 2011,la canción «Cada mañanita» en 2017 y el sencillo «Mi chamaquita» en 2016, en esta última contando la colaboración de DJ JB. Además, trabajó en el nuevo material «Nadie como tú» en 2015, interpretada por la actriz Tatiana Astengo, además de tener una participación menor en Al fondo hay sitio, interpretándose a sí mismo.En 2016, trabajó en el sencillo «Quédate» del cantautor Alexander Blas.
Más tarde, en 2018 produjo las primeras canciones de Pascal «Yo quiero» y «Sonrisas», siendo composición de su autoría. Colaboró con la carrera musical de su hija, la actriz y cantante Arianna Fernández, elaborando los temas «Mil abrazos», «Sin palabras» y el recopilatorio de «Fantasy» de Autocontrol. Además, interpretó la canción «Amor indiferente» para la teleserie De vuelta al barrio ese año.[cita requerida]
En el año 2019, Fernández prestó su presencia para la canción «Tú me haces más fuerte» de la Orquesta Papillón, manteniéndose en la producción y composición, entrando como tema principal de la telenovela En la piel de Alicia.
Dirigió el grupo musical de música criolla Canella en 2021, siendo conformado por los actores Brando Gallesi, Mariagracia Mora y Ray del Castillo; los cantantes Dirk y Luana Gallesi; y su hija Arianna.
Tras componer canciones para producciones del canal América, en el año 2022 produjo el tema musical «Haciéndolo mejor» del grupo La Nueva Invasión. Adicionalmente, volvió a la producción musical colaborando con la cantante Dady en la elaboración de su sencillo debut «Mi regalo». Fernández participó junto a su banda Los Fernández en la musicalización del programa concurso Esto es Habacilar en 2022 y el reality de baile El gran show entre los años 2010 y 2021.[cita requerida] En el año 2023, lanzó su LP Yolanda, comprendiendo el tema homónimo.[cita requerida]
Compuso para la cantante criolla Eva Ayllón el tema musical de la telenovela Eres mi sangre en el año 2025.

## Discografía

### LP
- 2023: Yolanda

## Reconocimientos
- «Gran Musa de Uranio» del APDAYC (2011)
- Autor del Año - Premios APDAYC (2010)
- «Zafiro Musical» del APDAYC (2009)
- «Diamante Musical» del APDAYC (2009)